# Odznaka „Zasłużony Opiekun Społeczny”
Odznaka „Zasłużony Opiekun Społeczny” – polskie resortowe odznaczenie w formie odznaki, ustanowione 26 lipca 1966. To zaszczytne wyróżnienie społeczne było nadawane przez Ministra Zdrowia i Opieki Społecznej opiekunom społecznym oraz osobom, które swoją działalnością społeczną lub zawodową stworzyły warunki sprzyjające rozwojowi instytucji opiekunów społecznych i pomocy społecznej.
Odznaka miała kształt kwadratu o zaokrąglonych rogach i boku o długości 23 mm, przedstawia dwie wspierające się ręce. Ręce białe i tło niebieskie wykonane były z emalii. Na obrzeżu odznaki umieszczono napis: ZASŁUŻONY OPIEKUN SPOŁECZNY. Kontur rąk i litery wykonane były z brązu. Na odwróconej stronie odznaki znajdowała się zakrętka lub zapięcie agrafkowe służące do umocowania jej na ubiorze.
Odznaczenie zostało zniesione ustawą z 22 grudnia 2000 wraz z odznakami: „Za zasługi dla finansów PRL”, „Za Zasługi dla Obrony Cywilnej”, „Za zasługi w zwalczaniu powodzi” i „Zasłużony dla ubezpieczeń społecznych”.